# Newport News Shipbuilding

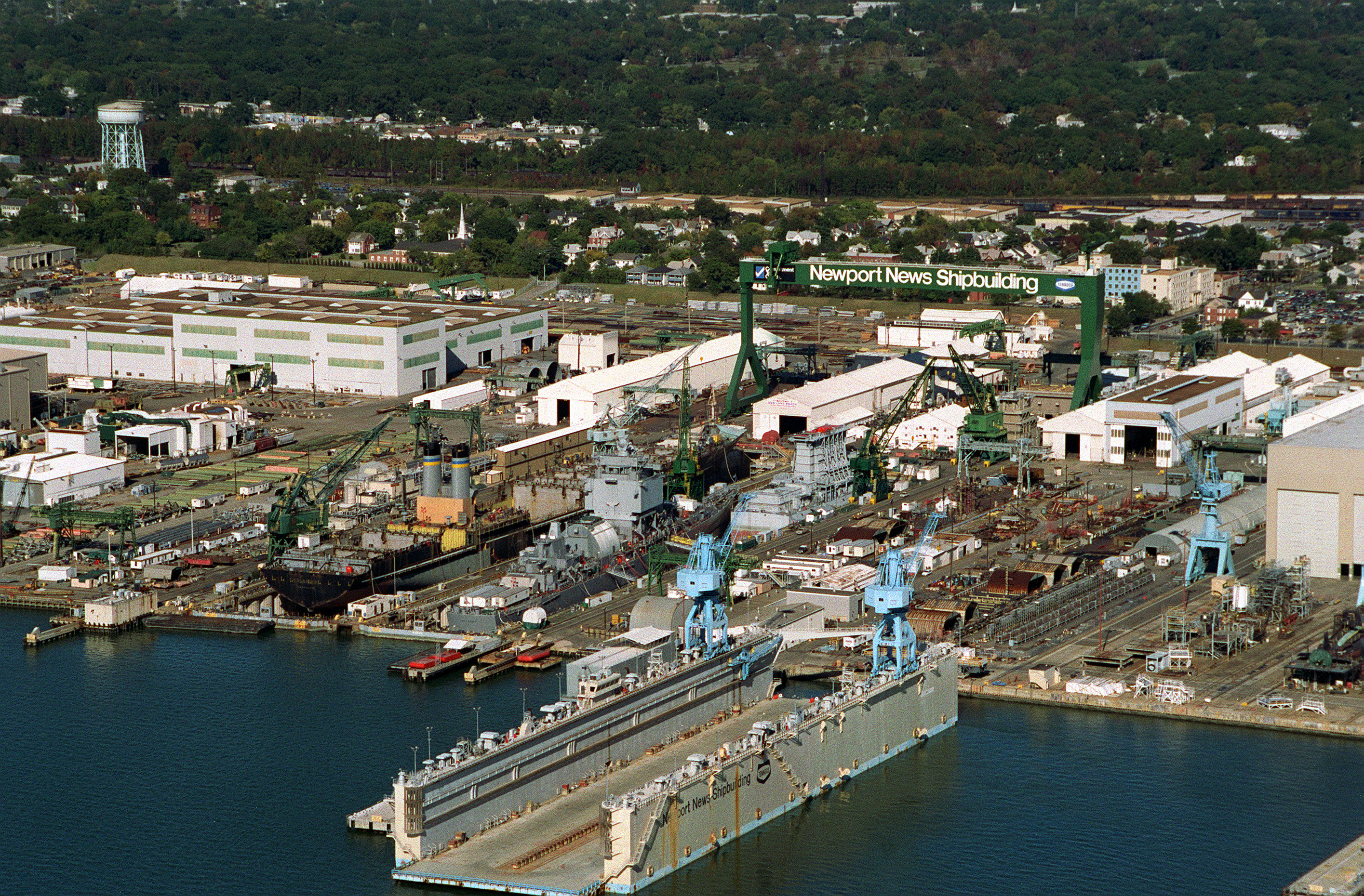
Bild av varvet från 1994. I torrdocka syns kryssaren.

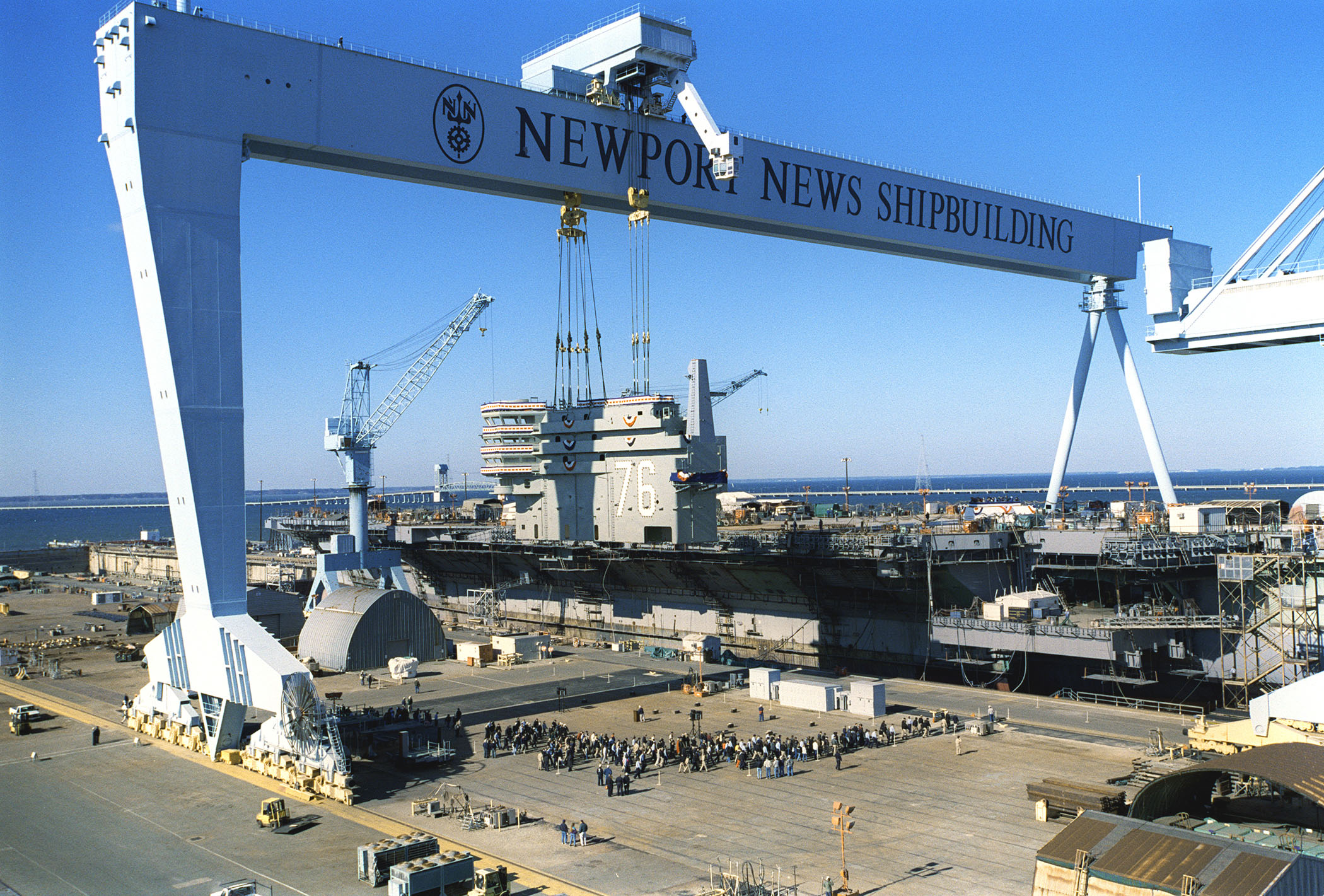
Hangarfartyget i Nimitz-klassen under byggnad vid Newport News Shipbuilding i november 2000.

Newport News Shipbuilding (NNS), ursprungligen Newport News Shipbuilding and Drydock Company (NNS&DD), är ett skeppsvarv beläget i Newport News i Virginia och som ingår i Huntington Ingalls Industries.
Varvet är det enda i USA som bygger atomkraftdrivna hangarfartyg: samtliga fartyg från USS Enterprise och efterföljande Nimitz-klass och Ford-klass har byggts där.

## Bakgrund
Från 1968 ägdes varvet av Tenneco. General Dynamics försökte köpa varvet kring millenniumskiftet, men hindrades av USA:s justitiedepartement eftersom deras varv Electric Boat Company i Connecticut redan hade monopol på byggandet av atomkraftdrivna ubåtar.
År 2001 köptes det istället upp av Northrop Grumman. Det var känt som Northrop Grumman Newport News (NGNN) och senare Northrop Grumman Shipbuilding Newport News (NGSB-NN) och är beläget i Newport News, Virginia men deltar ofta i projekt med Norfolk Naval Shipyard i Portsmouth, Virginia, också beläget intill Hampton Roads. 
I mars 2011 avknoppades Newport News Shipbuilding tillsammans med varvsindustrinsektorn av Northrop Grumman och bildade ett nytt bolag vid namn Huntington Ingalls Industries.
Varvet är en stor arbetsgivare, inte bara för lägre Virginiahalvön, men även för delar av Hampton Roads söder om Jamesfloden och hamnen, delar av regionen Middle Peninsula och även några countyn i nordöstra North Carolina. Dess nuvarande storta projekt är byggandet av ytterligare hangarfartyg i Gerald R. Ford-klassen.